# Arenaria boliviana
Arenaria boliviana là loài thực vật có hoa thuộc họ Cẩm chướng. Loài này được F.N.Williams mô tả khoa học đầu tiên năm 1898.